# Tűz Tamás
Tűz Tamás, született Makkó Lajos (Győr, 1916. április 18. – Hamilton, Kanada, 1992. április 7.) magyar költő, író, katolikus pap.

## Élete
Iskoláit, köztük a Hittudományi Főiskolát is Győrben végezte. 1939-ben szentelték pappá. Szomódon és Agostyánban kezdte egyházi szolgálatát. A teológia harmadik évében, 21 évesen kezdett el verseket írni. Verseit közölte a Vigília, a Magyar Csillag, az Élet, a Híd, a Győri Szemle. Első verseskötete 1941-ben jelent meg Tiszta arannyal címmel. Tagja volt a győri Kisfaludy Irodalmi Körnek és a pécsi Janus Pannonius Társaságnak. 1943-ban behívták katonai szolgálatra. A második világháborúban a keleti fronton tábori lelkészi szolgálatot teljesített, majd 1944 őszén Szegednél szovjet hadifogságba esett. Brjanszk térségében volt hadifogolytáborban, ahonnan 1947-ben szabadult. Hazatérése után Töltéstava, Bezenye és Szend plébániáin lelkészkedett. Versei a Magyarokban, a Vigíliában, az Új Emberben jelentek meg, de az 1947-es magyarországi politikai fordulat után publikálási lehetőségei beszűkültek.
Az 1956-os forradalom után Nyugatra távozott, ahol a magyarság érdekében tevékenykedett papként, költőként, irodalomszervezőként. 1966-ban kezdeményezésére jött létre az Amerikai Magyar Írók csoportja. A clevelandi Árpád Akadémia tagja volt. Verseit többek közt a párizsi Irodalmi Újság, a müncheni Új Látóhatár és Nemzetőr, a római Katolikus Szemle közölte. Számos kötete jelent meg az emigrációban (az első Nyugtalan szárnyakon (1959), az utolsó És most mi lesz, kariatida? címmel (1985)).
Magyarországon az 1970-es évektől közölték verseit különböző folyóiratok. 1987-ben adtak ki válogatást költeményeiből (Hét sóhaj a hegyen, 1987). A kanadai Hamiltonban hunyt el; hamvait hazahozták, Győrben helyezték örök nyugalomra. A szív jogán című posztumusz kötete 1993-ban jelent meg.

## Kortárs vélemény
Weöres Sándor: "Minden sorod az olvasóra tekint, s ha az olvasó abbahagyja, akkor is világít, mint húnyt szemhéjon át a villanykörte. Izzó és feledhetetlen, tehát szép."
/Tűz Tamás: Hova tűntek a szitakötők?, Amerikai Magyar Írók, Oakville, 1976 – fülszöveg/

## Kötetei

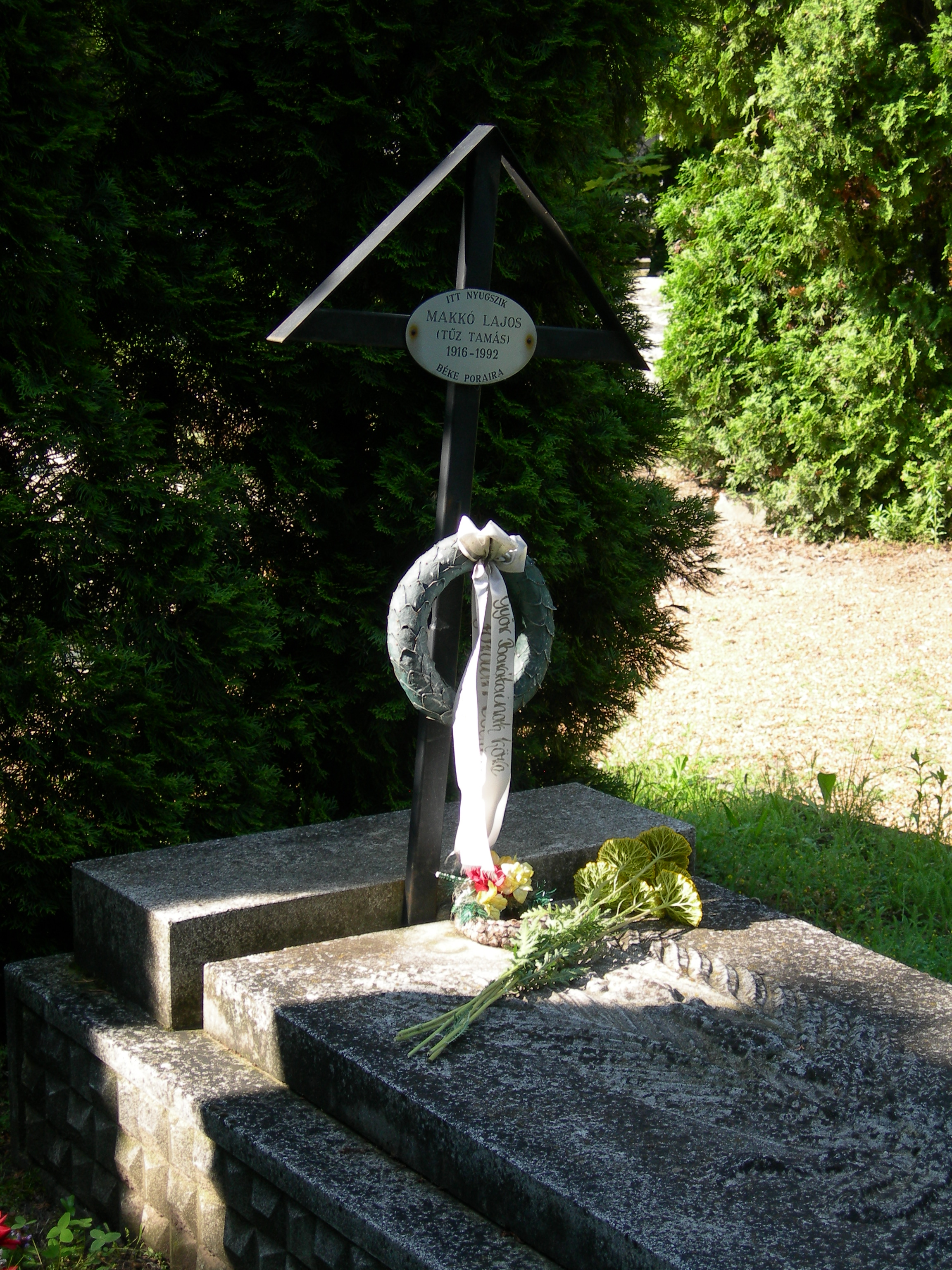
Tűz Tamás sírja Győrben

- Tiszta arannyal. Versek; Vigilia, Bp., 1941
- Két tenger közt. Versek; Vigilia, Bp., 1943
- Nyugtalan szárnyakon. Versek; Amerikai Magyar Kiadó, Köln, 1959 (Vörösmarty Kör. Magyar szépírók)
- On restless wings; s.n., San Diego, 1966
- Egy ország küszöbén. Versek; Amerikai Magyar Írók, Los Angeles, 1966
- Elraboltam Európát. Versek; Amerikai Magyar Írók, Los Angeles–Chicago, 1968
- Tükörben játszik a kéz; Amerikai Magyar Írók, Róma, 1970
- Válogatott versek; Amerikai Magyar Írók, Toronto, 1972
- Harmincnapos nászút. Elbeszélések; Amerikai Magyar Írók, Toronto, 1973
- Angyal, mondd ki csak félig; Amerikai Magyar Írók, Oakville, 1974
- Hova tűntek a szitakötők?; Amerikai Magyar Írók, Oakville, 1976
- Jelen voltam; Amerikai Magyar Írók, Ontario, 1976
- Aranyrét utca. Versek az ifjúságnak; Amerikai Magyar Írók, Toronto, 1978
- Égve felejtett álmok; Herp, München, 1980 (Amerikai magyar írók)
- Vihar a pusztán. Regény; Amerikai Magyar Írók, München, 1980
- Szemünktől kék az égbolt; Herp, München, 1982 (Amerikai magyar írók)
- Sosevolt hideg orchideák; Herp, München, 1983 (Amerikai magyar írók)
- Leheletnyi öröklét; Herp, München 1983 (Amerikai magyar írók)
- Nyugtalan tengerszem. Amerikai Magyar Írók évkönyve; 1984 (másokkal közösen)
- És most mi lesz, kariatida?; Herp, München 1985 (Amerikai magyar írók)
- Hét sóhaj a hegyen. Válogatott versek; szerk., vál., bev.,utószó Szakolczay Lajos; Magvető, Bp., 1987
- A szív jogán. Válogatott versek; vál., szerk. Simándi Ágnes; Hazánk–Framo, Győr–Chicago, 1993 (Szivárvány könyvek)
- Csizmadia Éva: Barátság a távolból. Levelezés Tűz Tamással, 1984–1991; magánkiadás, Bp., 2005
- Csizmadia Éva: Barátság a távolból. Levelezés Tűz Tamással, 1984–1991; 2. bőv. kiad.; Kornétás, Bp., 2015

## Idézetek
„A beszédet azonnal megértjük, az írást meg kell fejteni. A beszédben világgá kiáltjuk, az írásban elrejtjük titkainkat.”
„A verset át kell élnünk, ha nem is értjük egészen, ahogy a világ szépségeit is élvezni tudjuk, habár kevés fogalmunk van lényegükről.”
„Minden költő valamiképpen száműzött, még legédesebb otthonában is.”
„Csak a költő tudhatja, mi rejlik képei mögött, ő is csak a látomás ideje alatt, vagy a vers megírása közben, másnap talán már ő is homályosan emlékszik az egészre.”
„A film a legszorosabb kapcsolatban áll a technikával, más szóval közvetett művészet.”
„A mindenáron érthetőségre való törekvés a költészet elsekélyesedését jelentené s megfosztaná a költőt legeredetibb gondolatainak adekvát kifejezésétől.”
„A vers mindig tömörítés, de lényeges, hogy az élő, a beszélt nyelvet sűrítse s nem a lombikban kitenyésztettet.”
Forrás: Tűz Tamás: Angyal mondd ki csak félig, Amerikai Magyar Írók, Oakville, 1974; Műhely, 1983

## A művészetek
„A művészetnek úgyszólván minden ága érdekel” – olvassuk Hova tűntek a szitakötők? című önéletrajzi írásában.
Valóban: irodalmi művek és szerzők ismertetésén kívül írt filmkritikát (Michelangelo amerikai vásznon), cikkeiben mutatott be képzőművészeket (Pédery-Hunt Dóra, Mosdóssy Imre), ihlette versét film, zene, festmények.
Alapos művészeti jártasságáról fogalmat lehet alkotni pl. A párhuzamosak nemcsak a végtelenben találkozhatnak c. elbeszéléséből.
Középiskolás korában hegedült; sokat rajzolt, festegetett: a neves győri festő, Pandur József is megnézte rajzait és biztatta, sőt azt is felajánlotta, hogy tanítja.
Később két kötetének borítólapját maga tervezte (Tükörben játszik a kéz, Harmincnapos nászút). További kötetein festőművész barátai: Varjas Gyula ill. Prokop Péter munkáit is láthatjuk.
Előbbiről írja: „Két éven át figyelhettem a római Szent István Házban művészeti tevékenységét, munkamódszerét. Nem egyszer közösen beszéltük meg a megfestendő témát s annak vászonra vitelét.” (Napnyugat, III. 6.)
Utóbbi pedig így vall vele kapcsolatban: „Gondolom, azon a véletlenen múlhatott, hogy most nem mint festőről írhatok róla, mivel szárnypróbálgatása idején sokkal nehezebben lehetett összeegyeztetni a papi hivatást a minden rosszat jelentő festői szakmával. Így keveredhetett bele az irodalom hálójába, s a pók elfalt egy festőt.” (Katolikus Szemle, 1970)
2011-ben jelent meg Szendi freskók – Szendi versek kötete, melynek "Szendi versek" fejezetében 15 darab – 1940 és 1956 között született – ősbemutatós verse található.

## Győr, a szülőváros
Alap-, közép- és felsőfokú tanulmányait is itt végezte. Itt került ismeretségbe Harsányi Lajos pap költővel, aki első irodalmi lépéseit segítette. Az ő javaslatára választott a születési neve helyett egy irodalomban jobban csengő nevet. Tagja volt a győri Kisfaludy Irodalmi Körnek.
A Győri Szemlében ismertették első verseskötetét, jelentettek meg verseit. Egy évig a gyárvárosi iskola hitoktatójaként működött.
A hadifogságban keletkezett Hazám c. versében így ír: „A város is, ahol születtem, / halvány rajzával itt lebeg. / A régi tornyok, csöndes utcák / és halk terek.”
Emigrációja után sem feledkezett meg szülővárosáról, amelyhez fiatalkora meghatározó élményei kötötték. A Nemzetőr c. újságban „az ősi dunántúli város szülötteként” mutatták be a Nyugaton élő magyaroknak, majd később ugyanebben a lapban ő írt A folyók városa – Győr címmel.
Gyermekkoráról, annak színhelyéről az Aranyrét utca című művében ír hosszan, szeretettel.
Költeményeiben utal a városra (Látómezőmön, Milyen jó vagy stb.).
A győri Műhely című folyóirat mint „Nyugatra szakadt költőnek” 1980-tól közölte verseit.
Három, hazájától távol töltött évtized után is azt írja egyik levelében: „hiszen győri vagyok”. (Barátság a távolból, Bp, 2005)
Kanonok voltáról így nyilatkozik: „büszke is vagyok rá, mert ezzel a győri püspök tulajdonképpen távolról nemcsak papi munkámat, hanem költői tevékenységemet is megtisztelte” (Vigília, 1987)
1991-ben Győr díszpolgára lett; 1992-ben szülővárosában helyezték örök nyugalomra.

## Pap költő – szerelem-téma
Verseinek egyik fontos témája a férfi és nő egymáshoz fűződő kapcsolata (pl. Amoris via dolorosa, amelyet Szakolczay Lajos irodalomtörténész a Korunk c. folyóirat körkérdésére egyik listáján a „XX. század tíz legszebb magyar verse” közé sorolt).
Papi hivatása és költészetének bizonyos szempontból szokatlan témaválasztású része közötti összhangról így nyilatkozott:
„Költeményeimnek jó része, mondhatnám: szerelmes vers. Nem abban az értelemben, amit, mondjuk a legtöbb világi, mikor elolvassa, gondol. Sokan azt szokták rá mondani: misztikus szerelem. Én még ezt sem mondanám; én megénekelem az emberi közelséget, a szeretetet, a vágyódásokat; és ezek a versek a teljes emberi létet akarják felölelni – és én ezt nem szégyellem. Én is szerethetek valakit, engem is szerethetnek, én is közeledhetek valakikhez. Hisz ez az egész papi létemnek egyik alapja: az emberi közeledés.” (rádióinterjú, Toronto)

## Anyanyelvének őrzése, ápolása az emigrációban
Az idegen nyelvi közegben élő, mégis magyarul alkotó költőnek komoly nehézségekkel kellett megküzdenie; ő maga így vallott a témáról: „Kiszakadtam az éltető nyelvi közösségből. Heteken át nem hallok magyar szót, s ha hallok is, az már nem az igazi: idegen hangsúllyal, idegen szavakkal kevert. ... Fogy a szókincs, szürkül a nyelv. Nincs más mentség, mint újra és állandóan tanulni a nyelvet, olvasni rendületlenül. Kijegyezni a feledésbe menő szavakat, kifejezéseket s mint valamikor a gimnáziumban, 'bevágni a szószedetet'. Fáradságos munka, de megéri.” (Műhely, 1981. augusztus)
Tudatos nyelvőrzése-gazdagítása írásművészetének előnyére vált, hiszen verseiben az emelkedett költői nyelv szókincse, köznyelvi fordulatok, valamint a népnyelv és a múlt szókészletéből vett szavak – az üzenet igényének megfelelő nemes ötvözetet alkotva – egyaránt fellelhetők.
Egész életében igaz maradt a róla szóló, Vámos Imre író által az emigrációban papírra vetett megállapítás: „Olyan 'erős vára' a nyelv, hogy nyugtalan élete és hányattatásai közepette mindig nyugodt biztonsággal menekülhetett hozzá. Őt nem fenyegeti a fiatal költők veszélye és végzete, hogy kiszakadván a magyar nyelvközösségből, ... forrásuk elsekélyesedik és végképp elapad az idegen világban.” (Irodalmi Újság, 1959/21)

## Válogatott szakirodalom
- Kortárs magyar írók kislexikona 1959–1988. Főszerk. Fazakas István. Budapest: Magvető. 1989. 436. o. ISBN 963-14-1604-6
- Új magyar irodalmi lexikon III. (P–Zs). Főszerk. Péter László. Budapest: Akadémiai. 1994.   2150–2151. o. ISBN 963-05-6807-1
- Révai új lexikona XVIII. (Tob–Z). Főszerk. Kollega Tarsoly István. Szekszárd: Babits. 2006.   251. o. ISBN 963-955-641-6, ISBN 978-963-955-641-6
- Új magyar életrajzi lexikon VI. (Sz–Zs). Főszerk. Markó László. Budapest: Helikon. 2007.   926. o. ISBN 963-547-414-8
- Kemenes Géfin László: Halálos szójáték – Bevezetés Tűz Tamás költészetébe; in: Tűz Tamás: Hova tűntek a szitakötők?, Amerikai Magyar Írók, Oakville, 1976. 7-66. oldal
- Szakolczay Lajos: Tűz Tamás költészete; in: Tűz Tamás: Hét sóhaj a hegyen – Válogatott versek, Magvető Könyvkiadó, 1987. 7-18. oldal
- Turcsány Péter: A kezdetek kegyelme a végzet áldása; in: A mérleg közepén, Kráter, Pomáz, 2001. 1. kötet, 480-483. oldal
- Rónay László: Imák Istenhez: Tűz Tamás; in: Isten nem halt meg, Szent István Társulat, Budapest, 2002. 161-165. oldal
- Gülch Csaba: Tiszta lélekkel – Tűz Tamás, a csend költője; in: Túl a nosztalgián, Hazánk Könyvkiadó – Radnóti Emlékbizottság és Irodalmi Társaság, Győr, 2006. 178-179. oldal
- Fenyő Miksa: Tűz Tamás versei, Új Látóhatár 1966. 285-287. oldal
- Prokop Péter: Tükörben játszik a kéz – Tűz Tamás új verseskötete, Katolikus Szemle 1970. 45-46. oldal
- Hegedüs Géza: Egy magyar költő a hontalanságban, Kortárs 1971/4. 670-672. oldal
- Parancs János: Tűz Tamás: Szemünktől kék az égbolt, Műhely 1982/2. 94-96. oldal
- Hegedüs Géza: Egy napnyugati magyar költő, ÉS 1982. március 19. 10. oldal
- Pomogáts Béla: Leheletnyi öröklét – Töredékek Tűz Tamás költészetéről, Somogy 1985/3. 49-54. oldal (Megtalálható a szerző Nyugati égbolt című 1994-es tanulmánykötetében is, 40-47. oldal.)
- Szeghalmi Elemér: A 70 éves Tűz Tamás költészete, Új Ember 1986/19. 6. oldal
- Szakolczay Lajos: Tűz Tamás átváltozásai – Egy örökifjú költő hetven évére, Vigília 1986/5. 350-353. oldal
- Simándi Ágnes (2007. április 8-15.). „Tizenöt év (Halottnézőben…)”. Új Ember, 19. o.

## Külső hivatkozások
- Tűz Tamás világa – Tőle és róla mindenféle
- plebania.net – Számos verse
- Képgaléria 1941. – Fiatalkori fénykép
- Lighthouse – Időskori fénykép
- Magyar katolikus lexikon VIII. (Lone–Meszl). Főszerk. Diós István; szerk. Viczián János. Budapest: Szent István Társulat. 2003.  ISBN 963-361-626-3
- Tűz Tamás /Makkó Lajos/ – Győri életrajzi lexikon
- 90 éve született Tűz Tamás[halott link] – Fővárosi Szabó Ervin Könyvtár
- Tűz Tamás győri születésű emigráns költő mondja el Született Kaliforniában című versét, youtube.com
- Tíz éve halt meg Tűz Tamás – Új Ember
- "Holnap korahajnalban"[halott link] – Hitvallás
- "Szent István király" – Dugonics András Piarista Gimnázium